# Taxa de letalidade
Taxa de letalidade (L) ou coeficiente de letalidade é a proporção entre o número de mortes por uma doença e o número total de doentes que sofrem dessa doença, ao longo de um determinado período de tempo. É geralmente expressa em percentagem.
É difícil de calcular, por ser necessário registrar todos os pacientes para esta doença e, em muitas doenças, casos assintomáticos ou leves não são declarados.

## Terminologia
A taxa de mortalidade, geralmente confundida com a taxa de letalidade, é uma medida do número de mortes (em geral devido a uma causa específica) em uma população escalada para o tamanho dessa população por unidade de tempo. A taxa de letalidade, por outro lado, é o número de mortos entre o número de casos diagnosticados.

## Fórmula
{\displaystyle L\%={F \over E}*100}
- L: taxa de letalidade dos casos.
- F: Número de mortes por uma doença em um determinado período e área.
- E: Número de casos diagnosticados pela mesma doença no mesmo período e área.

## Exemplo de cálculo
Suponha 9 mortes entre 100 pessoas em uma comunidade, todas diagnosticadas com a mesma doença. Isso significa que entre as 100 pessoas formalmente diagnosticadas com a doença, 9 morreram e 91 se recuperaram. O L, portanto, seria de 9%. É expresso como um número que varia de 0 a 1 ou como uma porcentagem entre 0% e 100%